# Negrași
Negrași est une commune du județ d'Argeș en Roumanie.